# (9802) 1997 GQ6
A (9802) 1997 GQ6 a Naprendszer kisbolygóövében található aszteroida. A LINEAR program keretében fedezték fel 1997. április 2-án.